# Tôn Di (Tam Quốc)
Tôn Di (tiếng Trung: 孫怡; bính âm: Sun Yi) là tướng lĩnh Đông Ngô thời Tam Quốc trong lịch sử Trung Quốc.

## Cuộc đời
Không rõ quê quán, hành trạng ban đầu của Tôn Di. Tam quốc chí chép Tôn Di là người Đông Châu (東州), vốn là cách gọi những người từ nơi khác di cư tới Ích Châu thời cha con Lưu Yên, Lưu Chương nắm quyền.
Tháng 1 năm 238, Tào Duệ phái Tư Mã Ý thảo phạt Liêu Đông. Công Tôn Uyên bèn sai sứ sang Đông Ngô xưng thần, cầu viện. Thái tử trung thứ tử Dương Đạo kiến nghị Ngô đế Tôn Quyền bỏ qua mối hận cũ mà phái quân cứu giúp, nếu được thì được danh tiếng với phương xa, nếu không thì cướp đoạt dân cư, bỏ mặc Uyên bại vong. Tôn Quyền hỏi Đạo dùng người nào thì phù hợp. Dương Đạo tự tiến cử bản thân, lại tiến cử hai tướng quân Trịnh Trụ, Tôn Di.
Tháng 3 năm 239, đốc quân Dương Đạo dẫn Tuyên Tín hiệu úy Trịnh Trụ, tướng quân Tôn Di dẫn quân tới Liêu Đông. Quân Ngô phát hiện ra Công Tôn Uyên đã bị tiêu diệt, đất Liêu Đông sát nhập vào nước Ngụy. Dương Đạo bèn phái người đi điều tra, phát hiện Liêu Đông phòng ngự vô cùng bạc nhược, mà Ngụy đế Tào Duệ mới mất, Tào Phương mới lên ngôi, không có uy tín, quân đội không có khả năng cứu viện kịp thời.
Dương Đạo, Trịnh Trụ, Tôn Di bàn bạc, thống nhất tấn công. Quân Ngô đổ bộ Lữ Thuận, phá thành Mục Dương, đánh bại tướng lĩnh Trương Cầm, Cao Lự, rồi chia quân cướp bóc, bắt giữ một số nhân khẩu cùng nhiều chiến lợi phẩm mang về.

## Nhận xét
Thái tử Tôn Đăng từng đánh giá: Gia Cát Cẩn, Bộ Chất, Chu Nhiên, Toàn Tông, Chu Cứ, Lã Đại, Ngô Xán, Khám Trạch, Nghiêm Tuấn, Trương Thừa, Tôn Di trung với nước, hiểu trị thế.